# Pigí (ort i Grekland, Nordegeiska öarna)
Pigí är en ort i Grekland.   Den ligger i prefekturen Nomós Lésvou och regionen Nordegeiska öarna, i den östra delen av landet, 270 km nordost om huvudstaden Aten. Pigí ligger 127 meter över havet och antalet invånare är 350. Den ligger på ön Lesbos.
Terrängen runt Pigí är lite kuperad. Runt Pigí är det ganska glesbefolkat, med 40 invånare per kvadratkilometer. Närmaste större samhälle är Mytilene, 14,3 km sydost om Pigí. 